# North Sioux City
North Sioux City est une ville américaine située dans le comté d'Union, dans l'État du Dakota du Sud. Elle se trouve dans l'agglomération de Sioux City, dans l'État voisin de l'Iowa, dont elle est séparée par la Big Sioux.
Selon le recensement de 2010, North Sioux City compte 2 530 habitants. La municipalité s'étend sur 2,29 milles carrés (5,93 km2), dont 2,26 milles carrés (5,85 km2) de terres.

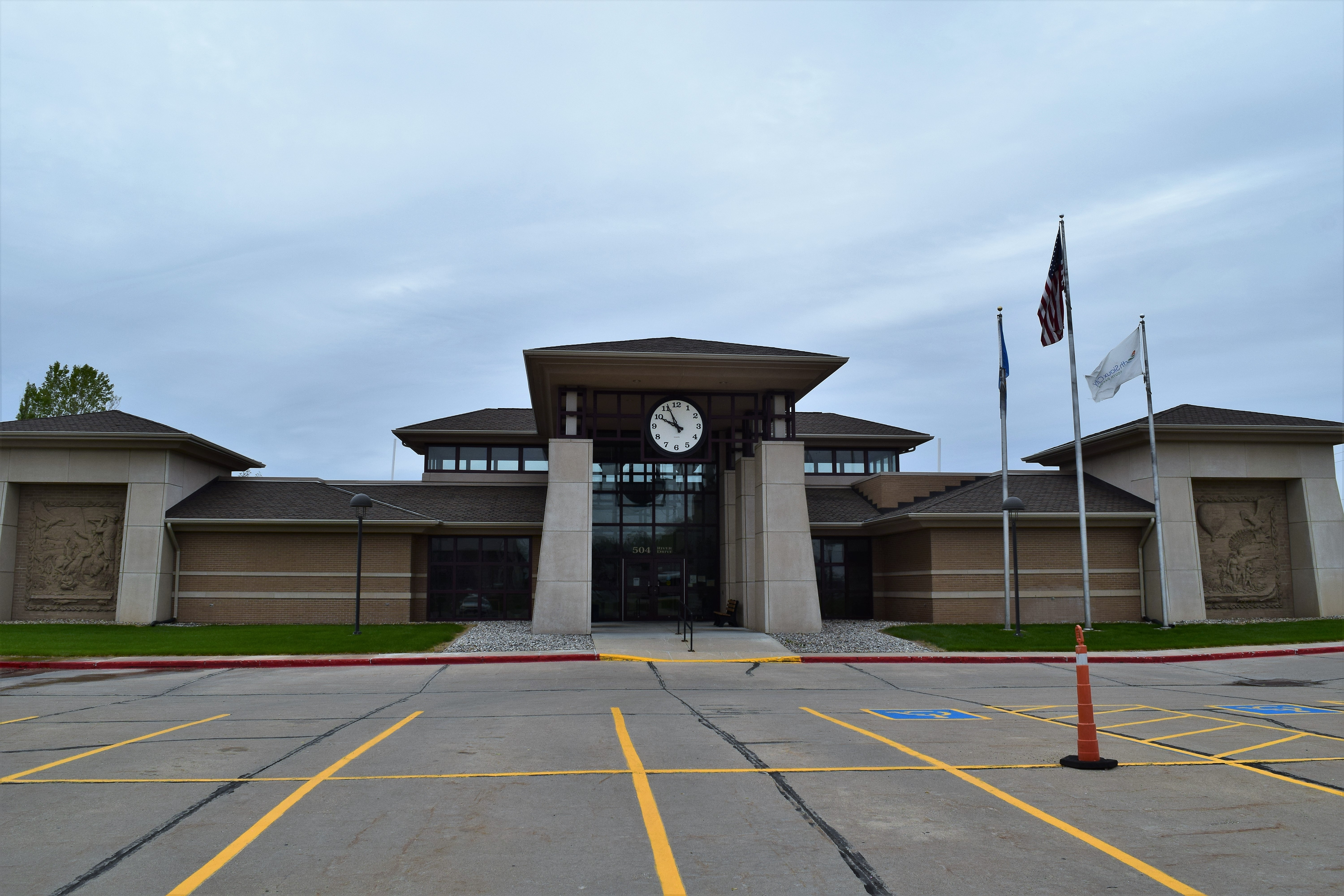
La mairie de North Sioux City

## Démographie
| 1960 | 1970 | 1980  | 1990  | 2000  | 2010  |
| ---- | ---- | ----- | ----- | ----- | ----- |
| 736  | 860  | 1 992 | 2 019 | 2 288 | 2 530 |